# Thomas Gylling
Thomas Gylling, född 20 september 1956 i Stockholm, är en svensk TV-producent och programledare för bland annat TV-programmen Mosquito och Tropicopop. Han startade Sveriges första permanenta reggaeshow Radio Västindien 1978 på Sveriges Radio P3. Detta program utvecklades senare till Rytmdoktorn och Pang pang krokodil med populärmusik från hela världen.
Thomas Gylling är barnbarn till affärsmannen Bertil Gylling (senior).
Gylling var medlem av den svenska reggaegruppen Reggae team. 2020 tilldelades han Stockholms stads Bellmanpris.

## Övriga TV-program
- RAP (UR)
- Bach&co
- A go go (ZTV, 1996)
- 100 kilo godis (SVT)
- Panama (TV-serie) (SVT)
- Mosquito (SVT)